# Slemä
Slemä (1514 m n.p.m.)  – szczyt w północnej części Niżnych Tatr na Słowacji.

## Położenie
Szczyt znajduje się w tzw. Ďumbierskich Tatrach, w bocznym grzbiecie, odgałęziającym się od głównego grzbietu Niżnych Tatr w miejscu zwanym Panská hoľa (1635 m n.p.m.), biegnącym ku północy przez szczyt Rovná hoľa, Svidovské sedlo, Ohnište oraz Michalovské sedlo i rozdzielającym doliny: Bocianską na wschodzie i Jánską na zachodzie. Od południa jego masyw ogranicza wspomniane Michalovské sedlo, natomiast od północy Stanišovské sedlo oddziela go od rozległej Smrekovicy.
Szczyt leży w Parku Narodowym Niżne Tatry, w granicach rezerwatu przyrody Ohnište.
Wspomnianym grzbietem przez szczyt biegnie granica administracyjna między wsiami Liptovská Porúbka (na wschodzie) a Liptowski Jan (na zachodzie).

## Charakterystyka
Masyw Slemena wypreparowany jest w wapieniach i dolomitach środkowego i górnego triasu, budujących również sąsiedni masyw Ohnišťa. Ma on formę wielkiego rogala, skierowanego rogami odpowiednio ku północnemu wschodowi i północnemu zachodowi, przy czym przebieg linii wododziału między dorzeczami Bocy na wschodzie i Štiavnicy na zachodzie dzieli ów rogal na dwie połowy. Jego stoki południowe są strome, mocno rozczłonkowane głębokimi dolinkami i żlebami, licznie usiane wychodniami skalnymi w postaci ścianek, ambon i turniczek. Stoki północne, równie strome, nie są jednak tak mocno rozczłonkowane i są znacznie mniej skaliste. Cały masyw porośnięty jest lasami, w większości świerkowymi, w wielu miejscach są one jednak mało zwarte.

## Wrak samolotu i pomnik na szczycie
13 października 1944 r., w czasie słowackiego powstania narodowego przy bardzo złej pogodzie na szczycie Slemena rozbił się radziecki samolot Li-2, na którego pokładzie było 19 osób: 6 Rosjan i 13 Słowaków. Wszyscy oni zginęli.
Mieszkańcy okolicznych wsi poznosili zwłoki do Nižnéj Bocy, gdzie zostały pochowane z wojskowymi honorami. W ceremonii uczestniczyli m.in. dowódca 1. Armia czesko-słowackiej na Słowacji gen. Rudolf Viest i gen. Ján Golian. Po wojnie zwłoki ekshumowano i przewieziono na cmentarz wojenny na wzgórzu Háj nad Liptowskim Mikułaszem.
Do dziś na wierzchołku góry leżą dobrze zachowane szczątki maszyny. Obok znajduje się pomnik z tablicą, na której wypisano 15 nazwisk – 4 ofiar nie udało się zidentyfikować. W czasach socjalistycznej Czechosłowacji przez wiele lat organizowane były co roku letnie i zimowe, zbiorowe wejścia młodzieży na szczyt Slemena, połączone ze składaniem wiązanek pod pomnikiem. Obecnie tradycyjne, uroczyste złożenie kwiatów na szczycie Slemena odbywa się co roku z końcem sierpnia, w ramach obchodów rocznicy wybuchu powstania.
Masyw Slemena był w czasie II wojny światowej, a zwłaszcza po upadku słowackiego powstania narodowego, terenem, na którym ukrywali się partyzanci. Do dziś na jego zboczach zachowały się pozostałości kilku partyzanckich ziemianek.

## Turystyka
Przez szczyt wiodą zielone  znaki szlaku turystycznego biegnącego od leśniczówki Michalovo w dolinie Bocy przez szczyty Slemena i Ohnišťa na Kumštové sedlo w głównym grzbiecie Niżnych Tatr. Przechodzą one nieco na wschód od wierzchołka z wrakiem samolotu, skąd (z niewielkiej wychodni skalnej) rozciąga się również dobry widok w kierunku zachodnim, na Dolinę Jańską. Od szlaku na wierzchołek, odległy ok. 120 m, wiodą osobne znaki.
Na szczycie Slemena znajduje się ostatni (ósmy) panel informacyjny ścieżki dydaktycznej, biegnącej tu z Liptovskéj Porúbki, poświęconej historii tej części Liptowa w czasach słowackiego powstania narodowego.